# 直毛獐牙菜
直毛獐牙菜（学名：Swertia endotricha），为龙胆科獐牙菜属下的一个植物种。